# Pablo Puyuelo
Pablo Puyuelo (* 23. November 1993 in Jaca) ist ein ehemaliger spanischer Eishockeyspieler, der zuletzt bis 2018 beim CH Txuri Urdin in der spanischen Superliga unter Vertrag stand.

## Karriere
Pablo Puyuelo begann seine Karriere als Eishockeyspieler beim CH Jaca aus seiner Geburtsstadt Jaca, für den er seit 2009 in der Superliga spielte. 2010 und 2011 wurde er mit dem aragonischen Team spanischer Meister und 2011 auch Pokalsieger. Nach dem Doublegewinn 2011 wechselte er in das Baskenland zum CH Txuri Urdin, für den er seither ebenfalls in der Superliga aktiv ist. Mit der Mannschaft aus Donostia-San Sebastián gewann er 2016 den spanischen Eishockeypokal und wurde 2017 und 2018 spanischer Meister. Anschließend beendete er im Alter von nur 25 Jahren seine Karriere.

### International
Für Spanien nahm Puyuelo im Juniorenbereich an den U18-Junioren-Weltmeisterschaften der Division II 2010 und 2011 sowie den U20-Junioren-Weltmeisterschaften der Division II 2011, 2012 und 2013 teil. Bei der U18-WM 2011 und der U20-WM 2013 wurde er jeweils als bester Spieler seiner Mannschaft ausgezeichnet. Zudem vertrat er die spanische Auswahl bei den Winter-Universiaden 2011 im türkischen Erzurum und 2015, als die Eishockeywettbewerbe im spanischen Granada ausgetragen wurden.
Im Seniorenbereich stand er im Aufgebot seines Landes bei den Weltmeisterschaften der Division II 2012, 2013, 2014, 2015, als er zum besten Spieler seiner Mannschaft gewählt wurde, 2016, 2017 und 2018, als mit 71,4 % die beste Bullybilanz des Turniers aufwies. Dabei verpassten die Spanier 2012 den Aufstieg in die Division I nur knapp durch eine 3:5-Niederlage gegen Estland, die auch der Treffer von Puyuelo zum zwischenzeitlichen 3:4 nicht abwenden konnte. Noch knapper war es vier Jahre später, als die Spanier nach einer 2:0-Führung nach zwei Dritteln erst in der Verlängerung eine 2:3-Niederlage gegen dens späteren Aufsteiger aus den Niederlanden hinnehmen mussten. Außerdem vertrat er seine Farben bei der Olympiaqualifikation für die Winterspiele in Pyeongchang 2018. Seit 2016 ist Puyuelo Mannschaftskapitän der Iberer. Bei der Olympiaqualifikation und den Weltmeisterschaften 2016 bis 2018 war er Mannschaftskapitän der Spanier.

## Erfolge und Auszeichnungen
- 2010 Spanischer Meister mit dem CH Jaca
- 2011 Spanischer Meister mit dem CH Jaca
- 2011 Spanischer Pokalsieger mit dem CH Jaca
- 2016 Spanischer Pokalsieger mit dem CH Txuri Urdin
- 2017 Spanischer Meister mit dem CH Txuri Urdin
- 2018 Spanischer Meister mit dem CH Txuri Urdin

### International
- 2014 Aufstieg in die Division II, Gruppe A, bei der Weltmeisterschaft der Division II, Gruppe B
- 2018 Aufstieg in die Division II, Gruppe A, bei der Weltmeisterschaft der Division II, Gruppe B